# بيتر واتكينز
بيتر واتكينز هو سياسي أسترالي، ولد في 15 سبتمبر 1929 في Campsie, New South Wales ‏ في أستراليا. نشط حزبياً في حزب العمال الأسترالي. وقد انتخب عضو المجلس التشريعي لنيوساوث ويلز ‏.